# Qaboos bin Said Al Said
Qaboos bin Said Al Said   sau Qabus bin Said Al Said(arabă قابوس بن سعيد آل سعيد; n. 18 noiembrie 1940, Salala⁠(d), Oman – d. 10 ianuarie 2020, Seeb⁠(d), guvernoratul Muscat⁠(d), Oman) a fost sultanul Omanului între anii 1970 - 2020. El a ajuns la putere după răsturnarea tatălui său, Said bin Taimur, într-o lovitură de palat în 1970. El a fost a 14-a generație de descendenți a fondatorului dinastiei Al Said/ Al Bu Sa'idi. 

## Biografie
Sultanul Qaboos bin Sa‘id s-a născut la Salalah în Dhofar la 18 noiembrie 1940. El a fost singurul fiu al sultanului Said bin Taimur și a prințesei Mazoon al-Mashani. La vârsta de 16 ani a fost trimis la o instituție de învățământ privat din Anglia. La 20 a intrat la "Royal Military Academy Sandhurst". După ce a absolvit Sandhurst, a intrat în armata britanică ca ofițer al batalionului 1 de scoțieni infanterie și a servit în Germania un an.
După serviciul militar, sultanul Qaboos a studiat administrația publică locală în Anglia și, apoi, s-a întors acasă la Salalah, unde a studiat islamul și istoria țării sale. Sultanul Qaboos ibn Said era un musulman adept al cultului Ibadi, care a fost dominant în Oman. Un liberal religios, el a finanțat construirea sau întreținerea unui număr de moschei, în special marea moscheea Sultanul Qaboos, precum și locurile sfinte ale altor religii.
În 1976 Qaboos bin Said s-a căsătorit cu verișoara lui, Kamila, născută Sayyidah Nawwal bint Tariq (n. 1951), fiica prințului Sayyid Tariq ibn Taymur. Mariajul s-a terminat curând printr-un divorț iar el nu s-a recăsătorit niciodată și nu a avut copii.
Qaboos bin Said a fost un fan și promotor al muzicii clasice, inclusiv al genului operaic. Orchestra sa de 120 de membri a cunoscut o reputație în Orientul Mijlociu. Ea a constat în întregime din tineri din Oman, și din 1986 a organizat concerte. Ei l-au insoțit pe sultan în călătoriile sale în străinătate. Compozitorului argentinian Lalo Schifrin i s-a comandat o lucrare numită Impresii simfonice din Oman iar sultanul este în mod particular entuziast de orgă.
Ziua de naștere a sultanului, 18 noiembrie, era celebrată în Oman ca zi națională. Prima zi a domniei sale, 23 iulie, era si ea sărbătorită ca Ziua Renașterii.

## Sultanat
Timp de șase ani înainte de răsturnarea lui Said bin-Taymur, Qaboos a   fost deținut în stare de  arest în palatul regal din Salalah. În iulie 1970, soldații l-au sprijinit pe Qaboos și s-au ciocnit cu forțele loiale lui Said bin-Taymur învingându-le. Qaboos a susținut că tatăl său a abdicat de la tron. Guvernul britanic a ajutat la consolidarea puterii lui Qaboos.
Qaboos a urcat pe tron la 23 iulie 1970 după ce tatăl său a fost înlăturat printr-o lovitură de palat, care a avut scopul de a pune capăt izolării țării și a utiliza  veniturile din petrol pentru modernizare și dezvoltare, mutându-se la Muscat. De acolo a declarat că țara nu va mai fi cunoscută ca "Muscat și Omar" și că numele va fi schimbat în "Sultanatul Oman" pentru a reflecta mai bine unitatea sa politică.
Prima problemă presantă cu care Qaboos bin Said s-a confruntat ca sultan a fost o rebeliune armată comunistă din Yemenul de Sud, "Rebeliunea Dhofar" (1965-1975). În cele din urmă sultanatul a învins rebeliunea cu ajutorul șahului Iranului, a trupelor iordaniene trimise de prietenul său regele Hussein al Iordaniei, a forțelor speciale britanice și Royal Air Force.
Domnia lui de 49 de ani s-a încheiat pe 10 ianuarie 2020, odată cu moartea sa.